# Bathyleberis garthi
Bathyleberis garthi är en kräftdjursart som beskrevs av Baker 1979. Bathyleberis garthi ingår i släktet Bathyleberis och familjen Cylindroleberididae. Inga underarter finns listade.